# گارنر (تگزاس)
گارنر، تگزاس(به انگلیسی: Garner, Texas) شهری در ایالت تگزاس از ایالات جنوبی ایالات متحده آمریکا است.